# Samuel David Ludwig Henne
Samuel David Ludwig Henne (* 29. September 1712 in Gunsleben; † 31. Dezember 1780 ebenda) war ein sächsischer evangelischer Pastor und Pomologe.

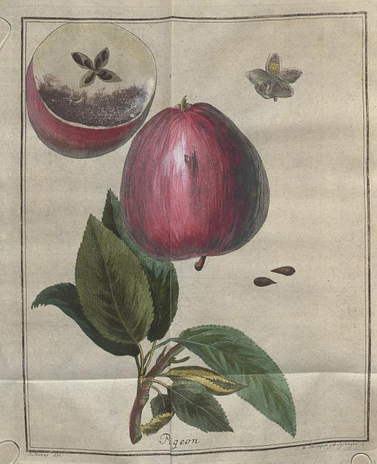
Apfelsorte Pigeon aus dem Buch von Henne

Wie sein Vater Johann Sebastian Henne, der in Gunsleben und Hammersleben im  Fürstentum Halberstadt die Pastorenstelle seit 1706 innehatte, war auch Samuel David Ludwig Henne Pastor. Mitte der 1750er Jahre hatte Henne eine Obstbaumschule angelegt. Diese bestand aus 15.000 Bäumen und er propfte jedes Jahr 2.000 Bäume. Seine dort gewonnenen Erfahrungen schrieb er in seinem 1769 erstmals erschienenen Buch Anweisung wie man eine Baumschule von Obstbäumen im grossen Anlegen und gehörig Unterhalten solle nieder, welches in den Jahren 1772, 1773, 1774 und 1791 in weiteren Auflagen erschien. Die ersten Ausgaben seines Werks hatte Henne anonym herausgegeben. Henne hatte ans Ende nur das lateinische Motto Soli Deu Laus Honorque (zu deutsch Lob und Ehre sei Gott allein) eingefügt, dessen Anfangsbuchstaben seinen Initialen entsprechen.
Henne züchtete auch eine ertragreiche Haselnusssorte und den Gunsleber Dickapfel. Sein Sohn war der Kupferstecher Eberhard Siegfried Henne.

## Werk
- „Anweisung wie man eine Baumschule von Obstbäumen im grossen Anlegen und gehörig Unterhalten solle“ Volltext in der Google-Buchsuche